# Bienenbüttel
Bienenbüttel er en kommune i den nordlige del af Landkreis Uelzen i den nordøstlige del af tyske delstat Niedersachsen, og en del af Metropolregion Hamburg. Kommunen har et areal på 99 km², og en befolkning på godt 6.500 mennesker.

## Geografi

### Inddeling
Kommunen Bienenbüttel består ud over byen Bienenbüttel af følgende landsbyer, der tidligere har været selvstændige kommuner (siden 1972):
| - Bargdorf - Beverbeck med Grünewald - Bornsen med Forsthof Wichmannsdorf - Edendorf med Gut Solchstorf og Hönkenmühle - Eitzen I med Bardenhagen - Grünhagen - Hohenbostel | - Hohnstorf - Niendorf - Rieste med Neu-Rieste - Steddorf med Neu-Steddorf - Varendorf - Wichmannsburg - Wulfstorf. |

### Vandløb
I kommunen løber floden Ilmenau, samt bækkene Bienenbütteler Mühlenbach, Eitzener-Bach, Varendorfer Bach, Krumbach, Forellenbach Riester Bach Vierenbach.

### Trafik
Kommunen ligger ved jernbanelinjen mellem Hannover og Hamburg og ved Bundesstraße 4.
I den østlige ende af kommunen løber Elbe-Seitenkanal.